# Грядівська сільська рада (Іваничівський район)
Грядівська сільська рада — колишня адміністративно-територіальна одиниця та орган місцевого самоврядування у Іваничівському районі Волинської області з адміністративним центром у селі Гряди.

## Населені пункти
Сільській раді підпорядковані населені пункти:
- с. Гряди
- с. Кропивщина
- с. Низкиничі
- с. Тишковичі
- с. Хренів

## Населення
Згідно з переписом УРСР 1989 року чисельність наявного населення сільської ради становила 2635 осіб, з яких 1262 чоловіки та 1373 жінки.
За переписом населення України 2001 року в сільській раді мешкало 2730 осіб.

### Мова
Розподіл населення за рідною мовою за даними перепису 2001 року:
| Мова       | Відсоток |
| ---------- | -------- |
| українська | 98,79 %  |
| російська  | 1,06 %   |
| білоруська | 0,11 %   |

## Склад ради
Сільська рада складається з 16 депутатів та голови. Всі 100 % депутатів нинішнього скликання є самовисуванцями. 

## Керівний склад сільської ради
| ПІБ                        | Основні відомості                                                                                  | Дата обрання | Дата звільнення |
| -------------------------- | -------------------------------------------------------------------------------------------------- | ------------ | --------------- |
| Борудчук Микола Васильович | Сільський голова, 1953 року народження, освіта, безпартійний                                       | 26.03.2006   | 31.10.2010      |
| Бородчук Микола Васильович | Сільський голова, 1953 року народження, освіта вища, член Всеукраїнського об'єднання «Батьківщина» | 31.10.2010   |                 |

Примітка: таблиця складена за даними джерела

## Населення
Населення сільської ради згідно з переписом населення 2001 року становить 2,732 осіб. 
| Населенні пункти  | 2001 рік | 1989 рік |
| ----------------- | -------- | -------- |
| Гряди             | 780      | 550      |
| Кропивщина        | 293      | 250      |
| Низкиничі         | 731      | 530      |
| Тишковичі         | 585      | 560      |
| Хренів            | 343      | 220      |
| Сукупне населення | 2,732    | 2,110    |